# Simla (Colorado)
Simla es un pueblo ubicado en el condado de Elbert en el estado estadounidense de Colorado. En el Censo de 2010 tenía una población de 618 habitantes y una densidad poblacional de 426,85 personas por km².

## Geografía
Simla se encuentra ubicado en las coordenadas 39°8′28″N 104°4′55″O / 39.14111, -104.08194. Según la Oficina del Censo de los Estados Unidos, Simla tiene una superficie total de 1.45 km², de la cual 1.45 km² corresponden a tierra firme y (0%) 0 km² es agua.

## Demografía
Según el censo de 2010, había 618 personas residiendo en Simla. La densidad de población era de 426,85 hab./km². De los 618 habitantes, Simla estaba compuesto por el 95.79% blancos, el 0% eran afroamericanos, el 1.62% eran amerindios, el 0.16% eran asiáticos, el 0% eran isleños del Pacífico, el 1.29% eran de otras razas y el 1.13% pertenecían a dos o más razas. Del total de la población el 4.85% eran hispanos o latinos de cualquier raza.